# Anatolische Platte

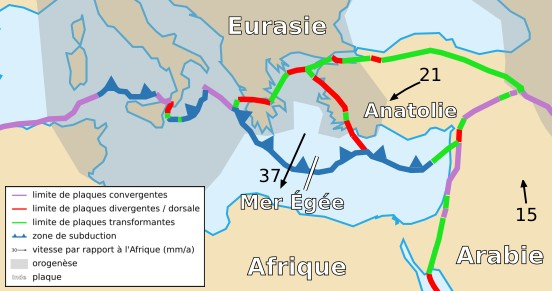

Die Anatolische Platte ist eine kleine Kontinentalplatte, die zwischen der nordwärts driftenden Arabischen Platte und der Eurasischen Platte nach Westen verschoben wird. Dadurch entstehen an der Nordanatolischen und an der Ostanatolischen Verwerfung Spannungen, die sich in schweren Erdbeben entladen. Im Bereich der nordanatolischen Störung forderten allein 1999 zwei Erdbeben mit Stärken über M = 7,5 mehr als 19.000 Todesopfer.
Im Osten grenzt die Anatolische Platte an die Iranische Platte, im Westen an die Ägäische Platte. Die südliche Plattengrenze zur Afrikanischen Platte bildet der Zypernbogen südlich von Zypern.
Entlang der Nordanatolischen Störungslinie kann ein Ost-West-Verlauf der Erdbeben beobachtet werden. Das letzte große Erdbeben war das Erdbeben von Gölcük am 17. August 1999. Für Istanbul, das nördlich der Störungslinie liegt, und für Gökçeada, das südlich der Störungslinie liegt, wird ein schweres Erdbeben erwartet.
Am 6. Februar 2023 fand an der Ostanatolischen Störungslinie das Erdbeben in der Türkei und Syrien 2023 statt. Viele der betroffenen Orte wie Gaziantep, Antakya und Aleppo liegen auf der Arabischen Platte. Auch in Zukunft werden an dieser Linie Erdbeben in den heutigen Staaten Türkei, Syrien und Irak erwartet, betroffen sein können im Osten u. a. Iran und Armenien.

## Quelle
- Quarks & Co, WDR (nicht mehr erreichbar)